# 4 by The Beatles
4 by The Beatles è un EP dei Beatles pubblicato solo negli USA nel 1965. È uscito solo in formato mono.

## Tracce
1. Honey Don't (Perkins)
2. I'm a Loser (Lennon-McCartney)
3. Mr. Moonlight (Johnson)
4. Everybody's Trying to Be My Baby (Perkins)[1][2]

## Formazione
- John Lennon: voce a I'm a Loser e Mr Moonlight, cori, chitarra acustica ritmica a I'm a Loser e Mr Moonlight, chitarra elettrica ritmica a Honey Don't e Everybody's Trying To Be My Baby, armonica a bocca a I'm a Loser
- Paul McCartney: cori, organo Hammond a Mr Moonlight, basso elettrico
- George Harrison: voce a Everybody's Trying To Be My Baby, cori, tam-tam a Mr Moonlight, chitarra solista
- Ringo Starr: voce a Honey Don't, batteria, percussioni[3][4][5][6]